# Jean Rigaudy
Jean Rigaudy, né à Paris le 12 octobre 1921,où il est mort le 10 décembre 2005, est un chimiste français, spécialiste de l’oxydation photochimique de composés aromatiques, professeur de l'École supérieure de physique et de chimie industrielles de la ville de Paris.

## Biographie
Élève ingénieur de l’École supérieure de physique et de chimie industrielles de la ville de Paris (58e), il travaille sous la direction du professeur Charles Dufraisse à partir de 1942. Après avoir soutenu sa thèse en 1949, il travaille avec le professeur Louis Fieser à l’Université de Harvard. En 1956, il est nommé professeur de chimie organique à l’ESPCI ParisTech et y enseigne jusqu’en 1990. Jean Rigaudy a travaillé sur les réactions photochimiques permettant d’obtenir l’oxygène excité à l’état singulet et sur la mise au point de transformations chimiques et photochimiques de peroxydes.
Jean Rigaudy a obtenu la Médaille d'argent du CNRS en 1966 et fut président de la Commission de nomenclature en chimie organique de l’Union internationale de chimie pure et appliquée (IUPAC) de 1977 à 1981.